# Albrecht Schmelt

Albrecht Schmelt

Albrecht Schmelt (* 19. August 1899 in Breslau; † 8. Mai 1945 in Warmbronn) war ein deutscher Politiker (NSDAP), SS-Brigadeführer und Mitglied des Reichstags, der als „Sonderbeauftragter des Reichsführers-SS für den fremdvölkischen Arbeitseinsatz“ die Dienststelle Schmelt leitete.

## Werdegang
Albrecht Schmelt wurde als Sohn einer Bauernfamilie geboren und verbrachte seine Kindheit und Jugend in Breslau. Nach einer Ausbildung in der Landwirtschaft wurde er technischer Beamter bei der Post und fuhr von 1925 an als Funkoffizier auf Handelsschiffen auf „große Fahrt.“ 1930 kehrte er zurück und trat der NSDAP (Mitgliedsnummer 369.853) bei.
1932 wurde er Abgeordneter im Preußischen Landtag und 1933 Mitglied des Reichstages. Schmelt amtierte von 1934 bis 1942 als Polizeipräsident von Breslau. In Personalunion war Schmelt ab Mai 1941 gleichfalls Regierungspräsident des Regierungsbezirks Oppeln. Seine offizielle Ernennung zum Regierungspräsidenten erfolgte mit Wirkung vom 1. Januar 1942. In der NSDAP war er im Gauleiterstab Leiter des Amts für Beamte.
1939 trat Schmelt der SS (Mitgliedsnummer 340.792) bei und wurde am 15. Oktober 1940 von Heinrich Himmler zum „Sonderbeauftragten des Reichsführers-SS für fremdvölkischen Arbeitseinsatz in Oberschlesien“ ernannt und 1942 zum SS-Brigadeführer befördert. Die von ihm geleitete Organisation Schmelt organisierte den Zwangsarbeitereinsatz von Juden beim Straßenbau und in Rüstungsbetrieben. Schmelt war für bis zu 177 Arbeitslager zuständig und verfügte über mehr als 50.000 Arbeiter.

## Verantwortlicher für Vernichtung
Schmelt schuf Arbeitsbedingungen in seinen Lagern, die später vom WVHA übernommen wurden: Die Arbeitszeit im Rüstungsbetrieb betrug zwölf Stunden, der Arbeitsvertrag wurde kollektiv abgeschlossen und täglich zahlte der Betrieb 4,50 RM je Hilfsarbeiter. Von diesem Lohn erhielt der Zwangsarbeiter nur Pfennigbeträge.
Schmelt ließ Zwangsarbeiter, die nicht mehr arbeitsfähig waren, sowie Alte und Kranke selektieren und zur Vernichtung nach Auschwitz schaffen. Die bis dahin größte Mordaktion begann am 12. Mai 1942; bis August 1942 wurden fast 35.000 oberschlesische Juden vergast. Die Selektionen wurden von Funktionären der Dienststelle Schmelt, namentlich Friedrich Karl Kuczynski und vermutlich auch vom stellvertretenden Leiter Heinrich Lindner, eigenverantwortlich durchgeführt.  Die Deportation dieser „Schmelt-Juden“ stand in keinem Zusammenhang mit den durch das Eichmannreferat organisierten Massendeportationen.

## Nach 1943
Die Dienststelle verlor ab September 1943 ihre Bedeutung und wurde bald aufgelöst. Im März 1944 wurde Schmelt in den Ruhestand versetzt. Ende des Jahres 1944 musste Schmelt sich wegen Bereicherung im Amt vor einem SS-Gericht verantworten. Verlauf und Ausgang des Verfahrens sind nicht bekannt.
Kurz nach Kriegsende beging Schmelt Suizid. Ernst Klee nennt als Todesdatum den 8. Mai 1945 und als Ort Warmbronn. Sybille Steinbacher bezieht sich auf eine Sterbeurkunde des Hauptstandesamtes Berlin und nennt den 17. Mai 1945.

## Ehe und Familie
Schmelt war verheiratet mit Charlotte Faltin (* 29. September 1905 in Breslau).

## Archivische Überlieferung
Im Bundesarchiv haben sich im Bestand des ehemaligen Berlin Document Center eine Anzahl von Akten über Schmelt erhalten. So eine Akte mit Parteikorrespondenz zu ihm (R 9361-II/1103343), eine SS-Personalakte (R 9361-III/553460) und eine Akte des Rasse- und Siedlungshauptamtes zu seiner Eheschließung (R 9361-III/177786).